# Ian Hurst
Pour les articles homonymes, voir Hurst.

a Compétitions nationales et continentales officielles uniquement.

b Matchs officiels uniquement.
Dernière mise à jour le 20 mai 2025.

Ian Hurst, né le 27 août 1951 à Oamaru (Nouvelle-Zélande), est un joueur de rugby à XV qui a joue avec l'équipe de Nouvelle-Zélande. Il évolue au poste de centre (1,80 m pour 86 kg). 

## Carrière
Ian Hurst débute à haut niveau avec la province de North Otago, il a joué 56 matchs avec cette province et 39 avec celle de Canterbury.
Il dispute son premier test match avec l'équipe de Nouvelle-Zélande le 20 janvier 1973 contre l'Irlande, et son dernier test match contre l'Australie le 1er juin 1974. 

## Palmarès
- Nombre de test matchs avec les All Blacks : 5
- Nombre total de matchs avec les All Blacks : 32